# 西格瑪爾·波爾克

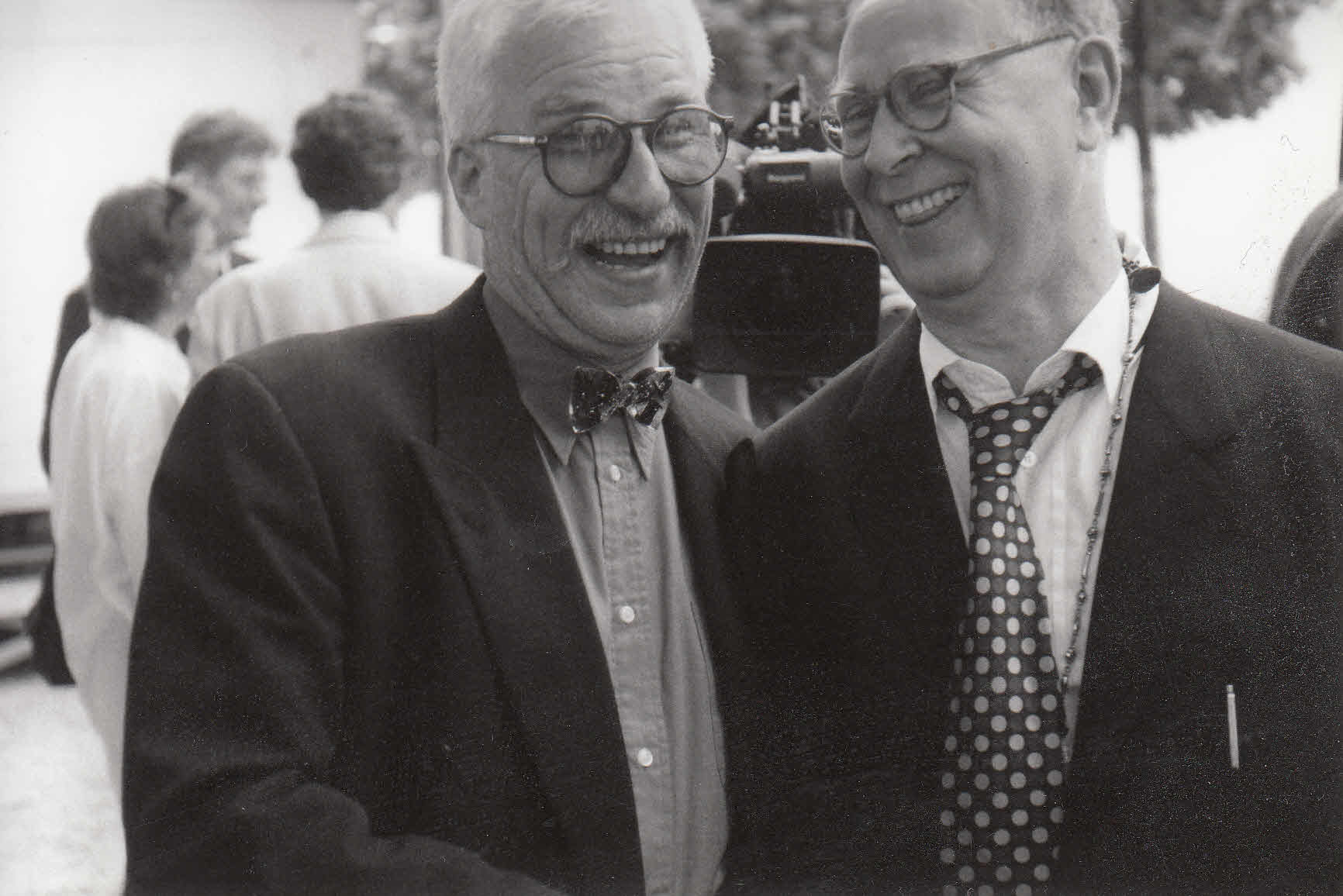
西格瑪爾·波爾克（右）

西格瑪爾·波爾克（德語：Sigmar Polke，1941年2月13日—2010年6月10日），是一名德國的畫家和攝影師。其作品形式包含多種風格、主題和媒材。1970年他的作品以攝影創作為主，1980年利用創新的材料在畫布上產生化學反應，創作抽象繪畫，1990年後的作品主要描寫歷史事件和社會對他們的認知。

## 生平
1941年，波爾克出生於東德下西里西亞省（現屬波蘭）的歐爾斯（Oels，現稱Oleśnica），是家中的第七個孩子。父親是替巴洛克教堂製作鐵工藝品的工匠，家境並不富裕 。受二戰影响，其和家人頻繁地遷移，1945年逃到德國圖林根；1953年，為了逃離東德的共產主義政權，全家人先逃往西柏林，後到西德萊茵蘭定居。
波爾克從幼年時期就開始畫畫，加上祖父喜歡攝影。當他移居西德後，他開始到美術館和畫廊參觀，決定要成為藝術家。1959至1961年，波爾克在一間彩色玻璃工廠當學徒。1961至1968年他就讀杜塞尔多夫艺术学院，跟隨卡爾·奧托·格茨、吉哈德·赫曼學習，並深受約瑟夫·博伊斯影響。 1963年，波爾克和葛哈·李希特、康拉德·菲舍爾共同成立資本主義寫實主義畫派，主張反藝術的風格和挪用廣告的影像速寫。「資本主義寫實主義」是為了諷刺蘇聯官方提倡的「社會主義寫實主義」，但也針對受西方資本主義驅動的藝術表示懷疑。
1972-1978年，波爾克和家人、藝術家一起住在杜塞爾多夫附近小鎮的公用藝術空間Gaspelhof。1977-1991年，他成為漢堡美術學院的教授，他的學生包括德國藝術家喬治·赫羅德。1978年，波爾克定居於科隆，直到2010年6月因為癌症去世。

## 作品

### 攝影
1966至1968年，波爾克用祿萊相機捕捉家中和工作室物品的陳列。1968年，他拍攝許多由小零件製作成的雕塑，如按鈕、氣球、手套等，並挑選14張照片，將其出版成作品集。作為自學的攝影師，他在1968至1971年間拍攝了數千張的照片，卻沒有錢支付印刷費。
1970年代，波爾克將攝影作品減量，轉而前往阿富汗、巴西、法國和美國旅行。他在旅遊期間用手持35毫米的萊卡相機拍攝照片，以及後來放入電影作品中的影片。1973年時，波爾克和詹姆斯·李·拜爾斯一起訪問美國。這趟旅程中，他拍了住在紐約包厘街的流浪漢，並為照片加上模糊和斑點的效果。後來波爾克也根據在巴黎（1971年)、阿富汗和巴基斯坦（1974年）和聖保羅（1975年）旅行照片為原型，在暗房或工作室用化學物質加工，創作出一系列視覺效果迷幻的作品。 受到服用LSD致幻劑的影響，波爾克把攝影過程當成改變現實的手段，他會把圖像的正片和負片結合，使用曝光不足或過度的方式創作神秘的拼貼作品，或是將底片放在放大機中，有條件倒上攝影溶液，並將其反覆折疊，製造抽象的照片。 1995年時，波爾克和妻子奧古斯丁娜·馮·內格爾（Augustina von Nagel）合作，結合了街頭攝影和波爾克的繪畫，在沖洗階段以多張底片結合並經過多次曝光，完成了名為亞琛大街（Aachener Strasse）的系列作品。

### 繪畫
波爾克的早期作品被視為歐洲的普普藝術，因為他描繪了日常生活中的物品，如香腸、麵包、馬鈴薯等，並和大眾媒體的圖像的結合。 他在這個時期的「點陣繪畫」系列（Rasterbilder）是將點陣印刷技術作為一種顛覆真理的方式，質疑大眾媒體圖像的真實性。他用鉛筆末端的橡皮畫上每個點，以營造商業新聞印刷的點陣效果。在這個時期，德國發生許多文化、藝術的變遷，波爾克以嶄新的技法，加入了對消費社會、戰後德國政治場景和藝術典範的反思，巧妙地諷刺當時的社會。
1980年代，波爾克的創作重心再次回到繪畫，但他拋棄傳統的原料，轉而使用砷、流星塵、煙霧、鈾射線、薰衣草、朱砂和蝸牛粘液中的紫色色素等材料。 他將抽象和具象結合，製作大型的畫作。他也將傳統顏料與溶劑、清漆、毒素和樹脂混合在一起，使其產生自發的化學反應。 這些實驗產生了精緻的抽象繪畫，反映了現代主義強調的獨創性與作者性的概念。波爾克的多層次的圖片，背後隱含的是對幻覺或夢想的投射，他會把布料浸泡在樹脂中，使之透明，並在背面畫上彩色的形狀，讓它們以陰影的形式呈現。波爾克還會把顏料倒在畫布上，並搖晃畫布，讓顏料在畫布上自由發展。
1994年，他創作了《畫的三個謊言》（The Three Lies of Painting），這幅畫包含一座山、一棵樹和抽象的線條交織，然後受一條巨大垂直印刷物的侵擾。這個印刷物是用五顏六色的手裝飾的，波爾克想藉此強調藝術家的操縱。
1990年代中期，波爾克開始創作新的系列「印刷錯誤」（Printing Mistakes），靈感來自報紙上發現的印刷錯誤。波爾克想藉此討論隨機錯誤與原始圖像間的關係，他將報紙放大和扭曲，再用投影器將圖像塗在聚酯纖維表面，再覆蓋一層樹脂中。在作品精細的表面上，是一片金色網點，觀者必須通過它來讀取圖像。
2002年，波爾克發展了一種「機器繪畫」（Machine Painting）的新技術。這是波爾克在繪畫創作上很大的轉變，過去波爾克拒絕用機器創作，他喜歡用手工來呈現機械技術的視覺效果。但「機器繪畫」是他第一次完全使用機械來生產繪畫，透過電腦著色和創作圖像，再將它們轉印到大尺寸的布上。
2007年開始，波爾克繼續發展他過去的「鏡頭畫」系列。「鏡頭畫」的概念是基於僧侶約翰·贊恩（Johann Zahn）在1685年出版的《人工望遠鏡觀察》（Oculus Artificialis Teledioptricus Sive Telescopium）中提出的理論。「鏡頭畫」的特色在於從不同的角度觀看時，鏡頭會產生各種扭曲、突變和空間錯覺。

### 電影
波爾克從1960年代開始就隨身攜帶相機，他會隨意記錄生活的瑣事，如表演、朋友、藝術品、電視新聞等，這樣的習慣持續了幾十年，拍攝了好幾個小時的影片。然而，這些影片只有在展覽需要時，才會被轉為30到46分鐘長度不等電影，且在展覽中扮演輔助的角色，作為波爾克繪畫、照片、雕塑等作品的補充。

### 作品委託
1999年，柏林重新開放帝國大廈，波爾克和葛哈·李希特受委託在西入口大廳30公尺高的牆壁上創作。波爾克製作了五個燈箱，觀者看到的圖像會隨著他們移動而改變。圖像的內容是關於議會廳和政治活動的諷刺評論。舉例而言，其中一個燈箱的主題是搗蛋鬼提爾走鋼絲的過程，暗示從事政治和走鋼絲間的相似性。另一個燈箱則呈現兩支球隊再進行拔河比賽，象徵政府和反對派之間永無止境的抗衡。
2006年至2009年間，波爾克利用他早期在玻璃繪畫工廠擔任學徒的經驗，為蘇黎世格羅斯門斯特大教堂（Grossmünster cathedral）創作了一系列彩色玻璃窗。他用切成薄片的瑪瑙製作七扇窗戶，當光線穿過它們時，會在牆壁上呈現發光的效果。除此之外，他還創作了五扇具象的彩色玻璃窗戶，主題是舊約中的替罪羊、以撒、人子、以利亞和大衛。 波爾克的作品將基督圖像和瑪瑙的結合，讓宗教歷史和自然史同時彰顯，營造出強烈視覺效果等特点使其备受青睐。

## 展覽
1966年，波爾克在西柏林的Galerie Rene Block舉辦了他的第一次個人展覽。 1972年，他首次參加第五屆卡賽爾文件展，就頗受好評。之後波爾克開始了一系列頻繁的聯合和個人展覽。起初，他的作品在德國的畫廊和博物館展出，然後也到巴黎、紐約、華盛頓和倫敦等城市辦展。 1982年，他首次在紐約索荷的霍莉·所羅門畫廊舉行個人畫展，雖然該檔展覽展出的是他早期的畫作，但美國藝術圈還是對歐洲當代藝術的創新感到訝異。 波爾克於2010年去世，但世界著名的博物館依然持續在替他舉辦展覽，以展示他的作品的規模和多樣性。

## 對後世的影響
波爾克通過多次展覽，發揮了國際影響力，影響了許多年輕的藝術家，如馬丁·基彭伯格和亞伯特·奧倫、蘿拉·施尼特格、理查·普林斯、朱利安·許納貝和大衛·薩勒以及彼得·菲施利和大衛·魏斯藝術家雙人組。 藝術家約翰·鮑德薩里形容波爾克為「藝術家的藝術家」，因為在沒有明確的藝術運動或風格主導大眾口味的時刻，他被稱為意想不到的大師。雖然他的作品往往取材自古代神話、哲學和化學，但總是給人耳目一新的感覺。

## 藝術市場
波爾克的繪畫和素描在早期就成名，其于1960年代中期创作的作品仍然很有名，在拍賣市場的價格也最好。2007年，倫敦佳士得拍賣行為波爾克1966的油畫作品《海灘》（Beach）支付了270萬英鎊。 2011年倫敦蘇富比的拍賣會上，波爾克1967年的《叢林》（Jungle）以920萬美元的價格創下了自己的新紀錄。2015年，它再次以2710萬美元的價格售出。